# Elezioni governatoriali in California del 2006
Le elezioni governatoriali in California del 2006 si svolsero il 7 novembre per eleggere il governatore della California.
Governatore uscente era il repubblicano Arnold Schwarzenegger, in carica dall'elezione di revoca del 2003. A sfidarlo fu in particolare l'esponente del Partito Democratico Phil Angelides. La corsa elettorale sancì la riconferma di Schwarzenegger.

## Risultati
| Candidati             | Partiti              | Voti      | %     |
| --------------------- | -------------------- | --------- | ----- |
| Arnold Schwarzenegger | Partito Repubblicano | 4.850.157 | 55,88 |
| Phil Angelides        | Partito Democratico  | 3.376.732 | 38,91 |
| Peter Camejo          | Verdi                | 205.995   | 2,37  |
| Art Olivier           | Partito Libertario   | 114.329   | 1,32  |
| Janice Jordan         | Pace e Libertà       | 69.934    | 0,81  |
| Edward Noonan         | American Independent | 61.901    | 0,71  |
| Robert Newman         | Partito Repubblicano | 219       | 0,0   |
| James Harris          | Indipendente         | 46        | 0,0   |
| Donald Etkes          | Indipendente         | 43        | 0,0   |
| Eliseo Shapiro        | Indipendente         | 43        | 0,0   |
| Vibert Greene         | Indipendente         | 18        | 0,0   |
| Dealphria Tarver      | Indipendente         | 6         | 0,0   |
| Totale                | Totale               | 8.679.423 |       |

## Primarie

### Partito Repubblicano
| Candidati             | Voti      | %     |
| --------------------- | --------- | ----- |
| Arnold Schwarzenegger | 1.724.281 | 89,99 |
| Robert Newman         | 68.660    | 3,58  |
| Bill Chambers         | 65.487    | 3,42  |
| Jeffrey R. Burns      | 57.652    | 3,01  |
| Totale                | 1.916.080 |       |

### Partito Democratico
| Candidati             | Voti      | %     |
| --------------------- | --------- | ----- |
| Phil Angelides        | 1.202.851 | 48,00 |
| Steve Westly          | 1.081.940 | 43,18 |
| Barbara Becnel        | 66.550    | 2,66  |
| Joe Brouillette       | 42.075    | 1,68  |
| Michael Strimling     | 35.121    | 1,40  |
| Frank A. Macaluso Jr. | 30.867    | 1,23  |
| Vibert Greene         | 25.475    | 1,02  |
| Jerald Robert Gerst   | 21.039    | 0,84  |
| Totale                | 2.505.918 |       |